# Церковь Святого Николая Чудотворца (Сентеш)
Церковь Святого Николая Чудотворца (греч. Ιερός Ναός Αγίου Νικολάου) — православный храм Венгерского экзархата Австрийской митрополии Константинопольского патриархата в городе Сентеше, в Венгрии. Храм включён в реестр охраняемых архитектурных объектов Венгрии.

## История
Храм был построен в 1796 году на средства потомков греческих переселенцев, проживающих в городе Сентеше.
С 1950-х храм входил в состав Венгерского благочиния Московского патриархата, но в 1999 году бывший священник Венгерского благочиния Христофор Хоревтос, запрещённый в служении архиепископом Феофаном (Галинским) за крупные финансовые махинации и затем приговорённый светским судом к лишению свободы сроком на шесть лет, отторгнул три храма благочиния (Никольский храм в Сентеше, Георгиевская церковь в Карцаге и Троицкий храм в Кечкемете) в пользу Венгерского экзархата Константинопольского патриархата, в юрисдикцию которого был принят и сам. Данные действия происходили с ведома и при активном участии митрополита Михаила (Стаикоса), управляющего Венгерским экзархатом. В феврале 2004 года Будапештская епархия Московского Патриархата выиграла судебный процесс по делу о принадлежности Николаевского храма в Сентеше.